# Íñigo Vélez de Mendizábal Fernández de Garaialde
Íñigo Vélez de Mendizábal Fernández de Garaialde (Vitòria, 15 de març de 1982) és un exfutbolista basc, que ocupava la posició de davanter. Posteriorment ha fet d'entrenador de futbol.

## Trajectòria
Format al planter del CD Aurrerá de Vitoria, el 2002 fitxa pel RCD Espanyol, que l'hi incorpora al seu filial. Dos anys després passa a la SD Eibar, amb qui juga a la Segona Divisió, tot marcant quatre gols en 40 partits.
El 2007 fitxa pel Reial Múrcia CF, amb qui debuta a la primera divisió. Eixe any disputa 23 partits i marca un gol. A les postres els murcians baixarien a Segona Divisió. A l'any següent, recala a l'Athletic Club, on amb prou feines apareix. El juliol del 2009 fitxa pel CD Numancia, també a la categoria d'argent.